# 何樞
何樞（？—1900年），河南祥符（今河南省開封市）人，清朝政治人物。
咸豐元年（1851年），鄉試中舉；咸豐六年（1856年）丙辰科進士，吏部文選司行走。同治九年，任吏部主事、吏部員外郎。同治十一年，升任吏部郎中。光緒元年，外遷湖南常德府知府。光緒二年，任湖南長沙府知府。光緒九年，任辰永沅靖道、四川按察使。光緒十五年，任湖南布政使。光緒二十四年，任山西布政使。